# Heinrich Leven
Heinrich Leven SVD (* 13. Juni 1883 in Lank (Niederrhein); † 31. Januar 1953 in Steyl, Niederlande) war ein römisch-katholischer, als Missionar tätiger Geistlicher. Seine höchsten Ämter waren die des Apostolischen Vikars der Kleinen Sunda-Inseln und des Titularbischofs von Arca in Armenia.

## Leben
Heinrich Leven wurde 1883 als Sohn des dortigen Hauptlehrers im niederrheinischen Ort Lank geboren.
Nach der Schulausbildung und der Entscheidung für ein Leben im Dienst der katholischen Kirche trat er 1906 dem Orden der Steyler Missionare (Gesellschaft des Göttlichen Wortes, lat. Societas Verbi Divini, kurz SVD) bei, die ihren Sitz im niederländischen Grenzgebiet haben. Dort wurde er 1910 zum Priester geweiht.
Als erste Mission ging Leven ab 1911 in die deutsche Kolonie Togo. Wegen des Ersten Weltkrieges wurde Leven 1917 von den Briten aus Togo ausgewiesen und vorübergehend in London festgehalten.
Nach seiner Rückkehr nach Deutschland war Leven vorübergehend, von 1918 bis 1920, Kaplan in seinem Geburtsort Lank und im Nachbarort Gellep-Stratum, wo er beim Aufbau der dortigen Kirche und Gemeinde half.
Im Jahr 1920 ging Leven erneut auf Missionsreise, dieses Mal nach Holländisch Indien (heute Indonesien). Dort war er maßgeblich an der Missionsschule in Ende auf der Insel Flores, einer der Kleinen Sunda-Inseln in der Region Nusa Tenggara tätig. Am 25. April 1933 (nach dem Unfalltod des Vorgängers Arnold Verstraelen im Vorjahr) wurde Leven zum Apostolischen Vikar der Kleinen Sunda-Inseln ernannt. Gleichzeitig wurde er in Anerkennung seiner Verdienste und zur Hebung seiner Stellung auch zum Titularbischof der historischen Diözese Arca in Armenia ernannt; am 12. November 1933 erfolgte die formale Bischofsweihe. Levens Arbeit auf Flores erfolgte unter dem Schutz und mit Unterstützung des christlichen Herrschers Pius Rassi Wanggé, Raja von Tanah Kunu Lima (Li'o).
Im Jahr 1950 trat Leven von seinem Bischofsamt zurück.  Er kehrte in das Mutterhaus seines Ordens in Steyl zurück, wo er 1953 verstarb. Bestattet wurde er auf dem Friedhof St. Michael in Steyl.

## Ordensgründer
Bischof Leven gründete am 25. März 1935 in Jopu, Ende, Flores einen Frauenorden mit dem Namen Congregatio Jesu Imitationis (CIJ); heute wirkt diese Gemeinschaft in Indonesien, Ost-Timor und in Italien mit über 435 Ordensfrauen in 20 Diözesen und 62 Gemeinschaften.

## Ehrungen

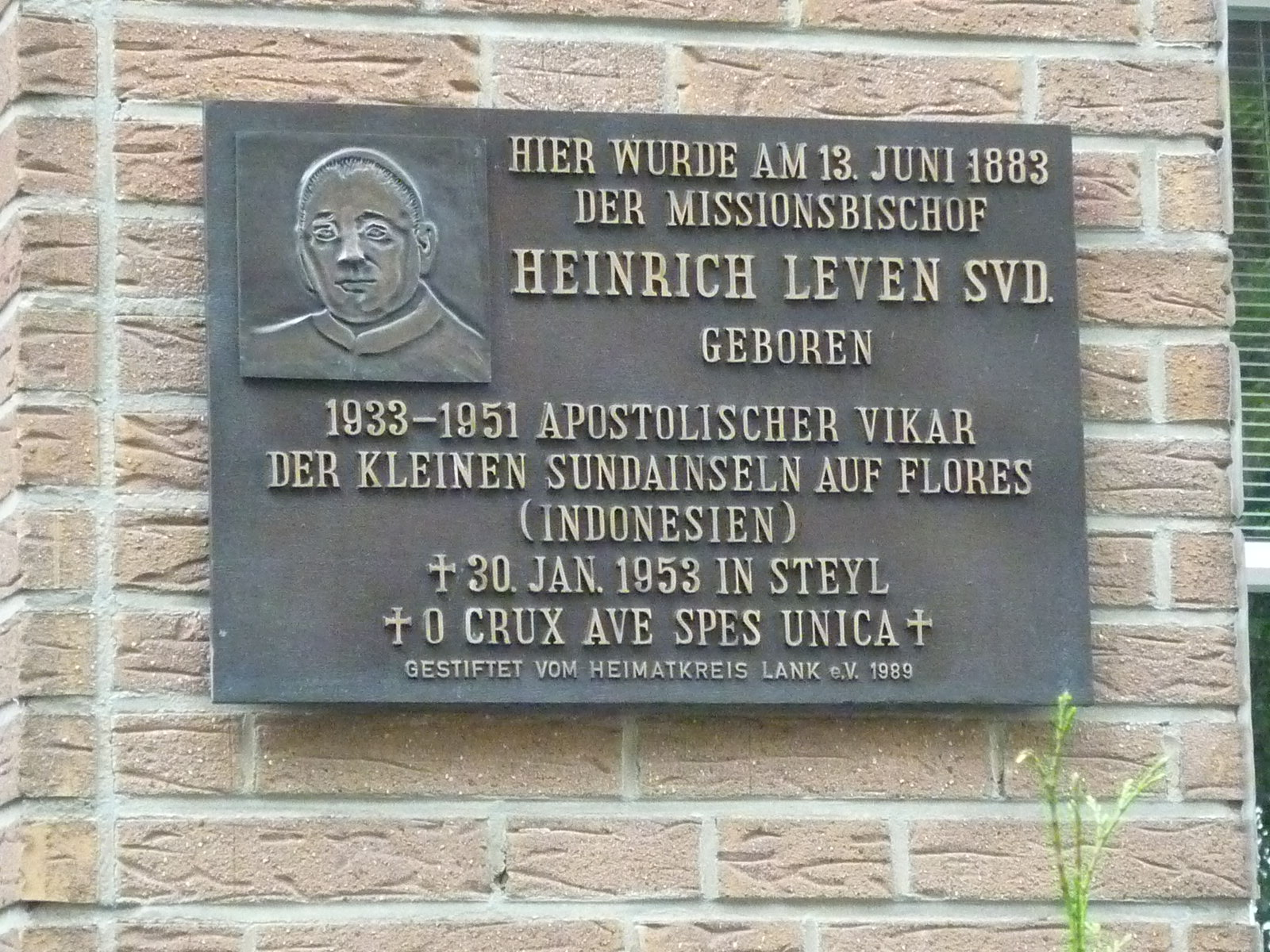
Gedenkplakette am Geburtshaus in Lank

Am Geburtshaus von Heinrich Leven im heute zu Meerbusch gehörigen Lank wurde eine Gedenkplakette angebracht.
Im heute zu Krefeld gehörigen Gellep-Stratum, wo Leven zeitweise als Priester tätig war, ist eine Straße nach ihm benannt.

## Schriften
- Die erste Fronleichnamsprozession in Agome Palime (Togo). In: Steyler Missionsbote 39:9 (Mai 1912) S. 137–138.
- Eröffnung des einheimischen Priesterseminars auf Flores. In: Steyler Missionsbote (1929/30) S. 97/99.